# 西環

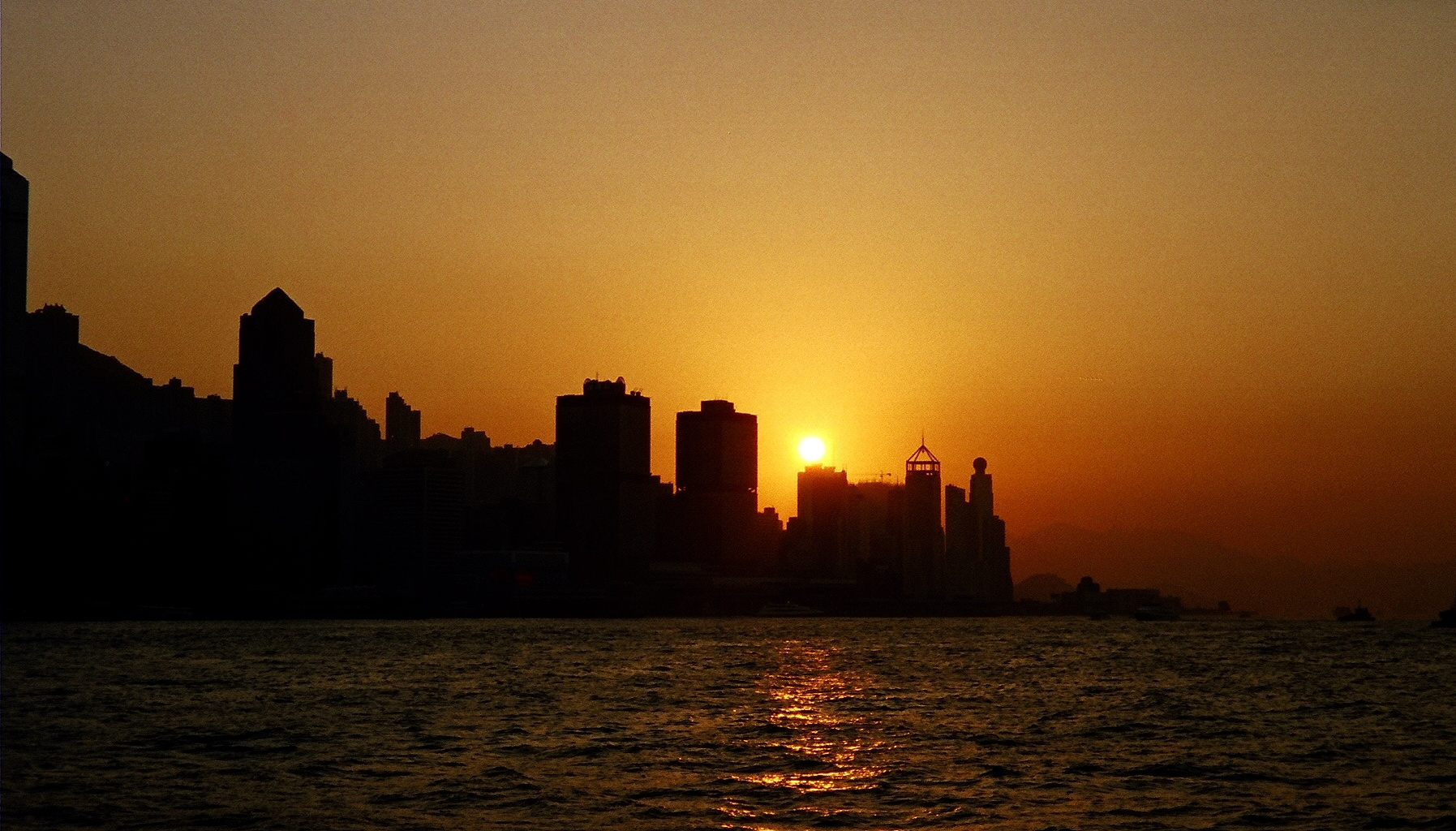
西環的日落

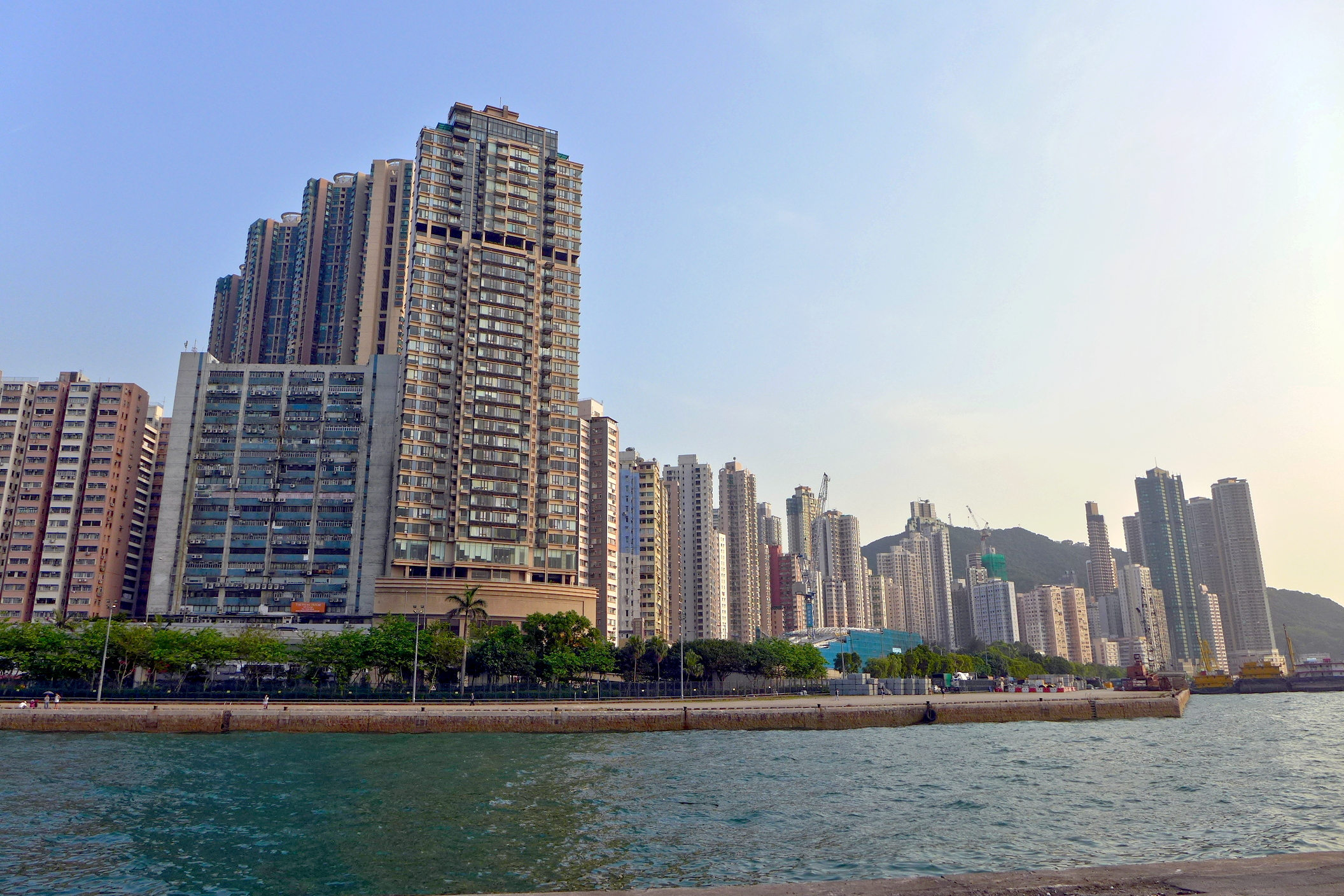
堅尼地城的住宅群

西環，又稱西區（英語：Western District，簡稱 Western），另有一英文名稱 West Point，是香港的地名，指香港島西部，即中西區西部上環以西的地區，包括西營盤、石塘咀和堅尼地城，但不包括摩星嶺，而西營盤則為西環最早開發的地區，其後於石塘咀填海開發堅尼地城。西環的名稱來源有二說，一說源自19世紀時香港華人對維多利亞城的通俗分區「四環九約」，西環爲其中一環，而九約中第一、二和三約則分別為堅尼地城、石塘咀和西營盤；另一說源於堅尼地城之舊稱「西灣」的諧音，在當地未進行填海工程前，華人又稱該地爲「擸𢶍灣」。不少西環人口的祖籍是廣東省潮汕。
雖然西環包括堅尼地城、石塘咀與西營盤，但是在區內居住的街坊通常都將三個地區仔細劃分，而不會統稱為「西環」，部分居民更認為「西環」只是指堅尼地城一帶，並不包括石塘咀和西營盤。至於居於西環以外其他地區的香港市民則多對「西環」之地名感到混淆不清，僅能大概指出其爲西營盤附近一帶的地區。

## 歷史

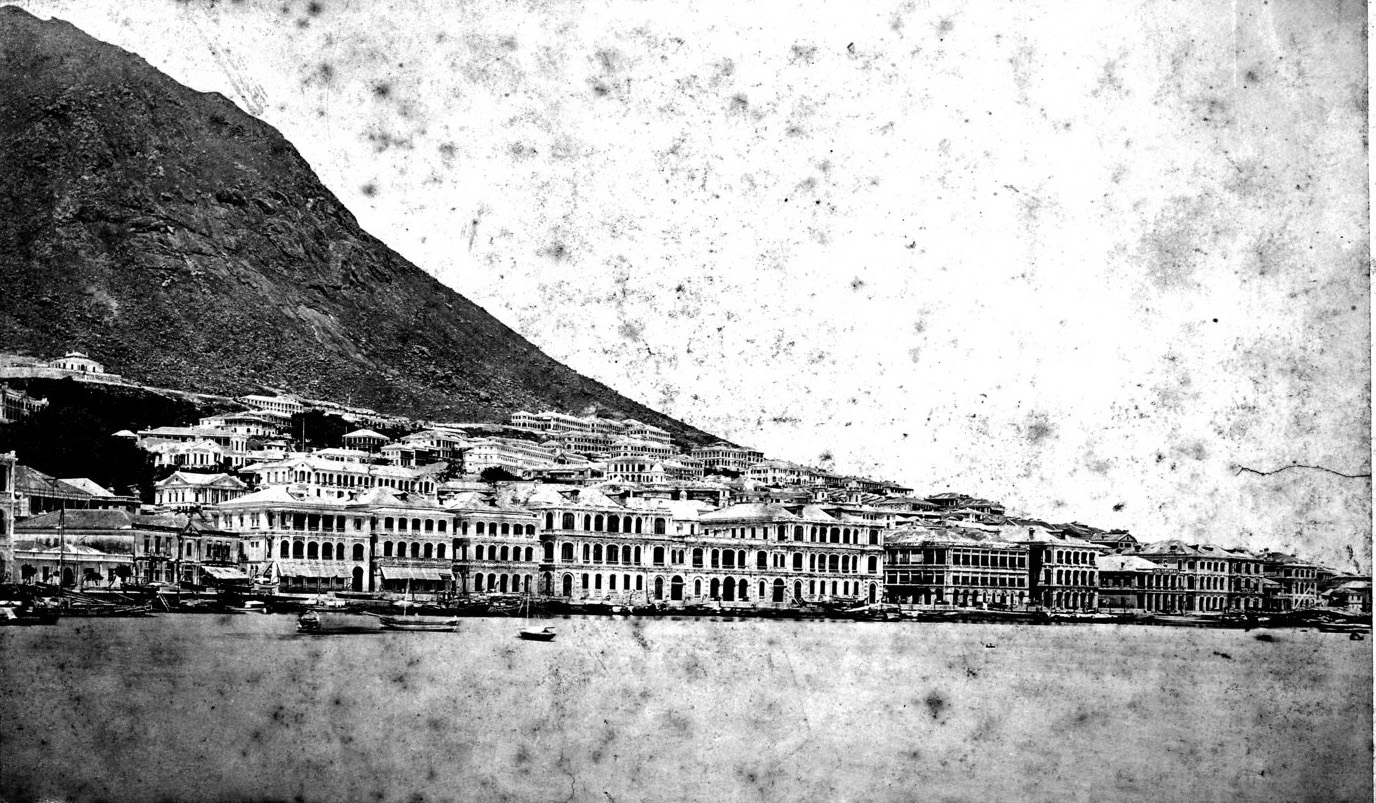
昔日的西環海旁（19世紀末至20世紀初攝）

本地區早期的歷史混沌不明，清代嘉慶二十四年（ 西元一八一九年 ) 刊行的< 新安縣志 >沒有本地區的記載. 
堅尼地城來自香港第七任總督堅尼地（Arthur Edward Kennedy），他任內積極開闢土地，填築了西區岸邊土地。這片沿海的新填地稱為堅尼地城。早期港島北面海邊的街道英名多為「Praya」，中文稱「海旁」，因此堅尼地城沿海的一路叫做為堅尼地城海旁。「海旁」和「praya」都是指海濱一塊條狀土地。
西營盤則為西環最早開發的地區，其後於石塘咀填海開發堅尼地城。
1880年政府開發石塘咀，當時只是一個花崗岩石礦場。在採礦完成後，該處剩下一個凹陷的洞。而且因為石塘咀的地形似一個向海突出的咀，所以得到「石塘咀」此名。「石」指石礦場；「塘」指凹陷的洞；而「咀」則指地形。1903年石塘咀的填海工程完成，成為一荒蕪而偏遠的地方。1904年香港第十三任港督彌敦抵港，剛好上環水坑口街妓寨被大火夷平。彌敦靈機一觸，下令所有妓寨一律遷至石塘咀，決定利用妓女充任開發該區的「開荒牛」。石塘咀因此成為名盛一時，集黃賭毒於一身的紅燈區。1935年香港政府立法禁娼，曇花一現的塘西風月暫告一段落。
不過在日佔時期，因為日軍總督部頒令所有華人妓院必須遷到石塘咀的「娛樂區」，所以石塘咀曾再度繁華起來。當時石塘咀被易名為「藏前 (くらまえ) 區」，大酒家和妓寨都相繼復業。高峰時期，領有牌照的妓院有五百多家。不過當時民不聊生，能夠上妓院的只有一批日憲密偵。時至今日，隨著社區的發展，石塘咀已經找不到一點昔日的歷史痕跡。

## 名稱定義

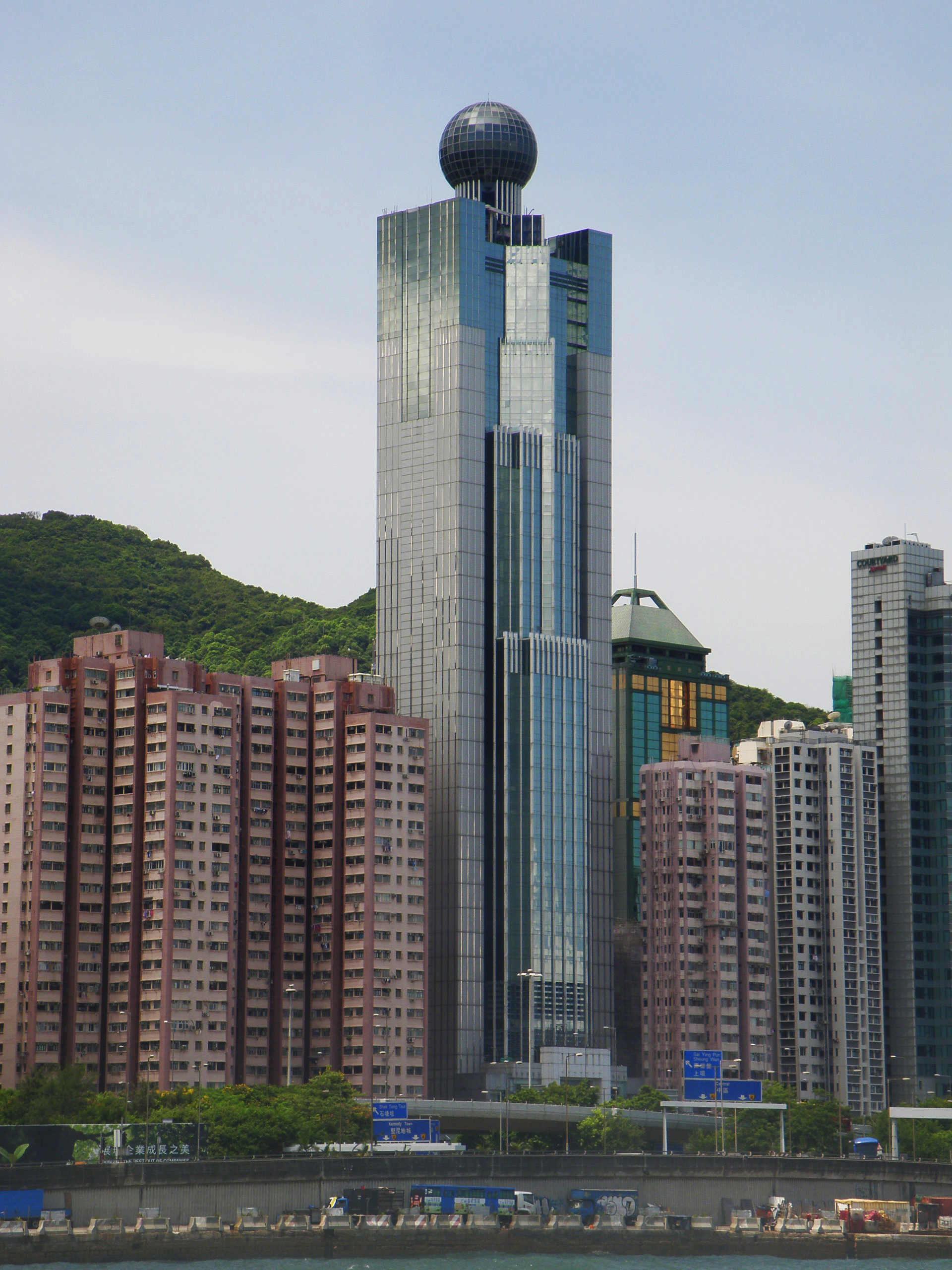
西港中心為西營盤的地標，中聯辦設於此，因中聯辦在香港身分特殊，故「西環」有時代稱中聯辦

### 地域
廣義上的西環，泛指香港島西區，即中西區西部上環以西的地區，包括堅尼地城、石塘咀和西營盤等地，但不包括摩星嶺。
狹義上的西環，是指堅尼地城。從前中華巴士位於堅尼地城的巴士總站多稱為「西環（West Point）」，而目前的公共小巴，則以「西環（Kennedy Town）」稱呼其位於堅尼地城的小巴總站，不過有些前往西環的小巴亦以「西環（Sai Wan）」作為目的地名牌，另外為了跟同區其他部份以資區別，堅尼地城也可叫做「西環尾」。
西角爲一個在歷史上華人甚少使用的地名，極少以中文的形式被應用，主要爲殖民地時代早期的外籍人士使用，標示在1845年的英文香港地圖，位於現今皇后大道西和薄扶林道的交界對出，即西區警署（七號差館）的位置，為當時西半香港島最北之處。西角本來是西環內的其中一個地方，但由於西角的中英文版本使用狀況極不相同，中文的「西角」甚少被應用，英文版本“West Point”卻被大量使用，而華人則習慣更籠統地稱呼西角之地爲「西環」或「西區」，故後來「西角」與「西環」或「西區」的概念出現混同，港英政府和香港市民多以中文地名「西環」或「西區」直接對應英文地名“West Point”，而中文地名「西角」則被遺忘。“West Point”之英文地名至今仍然僅指其名稱原來所涵蓋的地段，在“West Point”地段範圍以外的地方則不能以“West Point”作爲其英文地名，但從中文而言無論是不是“West Point”的西環範圍都稱爲「西環」或「西區」。
堅尼地城，最初寫作「堅彌地城」，俗稱「西環尾」（意即西環的盡頭），位於香港的香港島北岸居住區的最西端，南面背靠摩星嶺，北面前臨卑路乍灣，西面與大小青洲隔海相望，東面與石塘咀相連，範圍包括西寧街至卑路乍街與皇后大道西交界位，是香港最早期被開發的地區之一，地區行政上屬於中西區。
石塘咀位于香港島西部，位置為堅尼地城以東，西營盤以西，即由卑路乍街與皇后大道西交界至屈地街口。地區行政上，石塘咀屬於中西區。

### 政治
由於中央人民政府駐香港特別行政區聯絡辦公室（簡稱「香港中聯辦」）2001年遷入西環區內的西港中心，故自2001年後不少香港媒體和市民會使用「西環」一詞作爲中聯辦的代名詞，而香港非建制派及其支持者在批評中華人民共和國中央人民政府（國務院）或中聯辦違反香港基本法對「一國兩制」的規定干預香港事務時則經常使用「西環治港」的說法，作爲對中央人民政府所提出的「港人治港」說法的諷刺，而中聯辦、香港特區政府、香港建制派及其支持者則認爲中央人民政府和中聯辦一直在符合香港基本法規定的框架下給予香港特區政府及香港人民「有益的幫助和支持」，由始至終貫徹落實「一國兩制」與「港人治港」的方針，並認爲「西環治港」的說法只是反對派抹黑中央人民政府和攻擊香港建制派的手段。

## 著名地點、街道及建築物

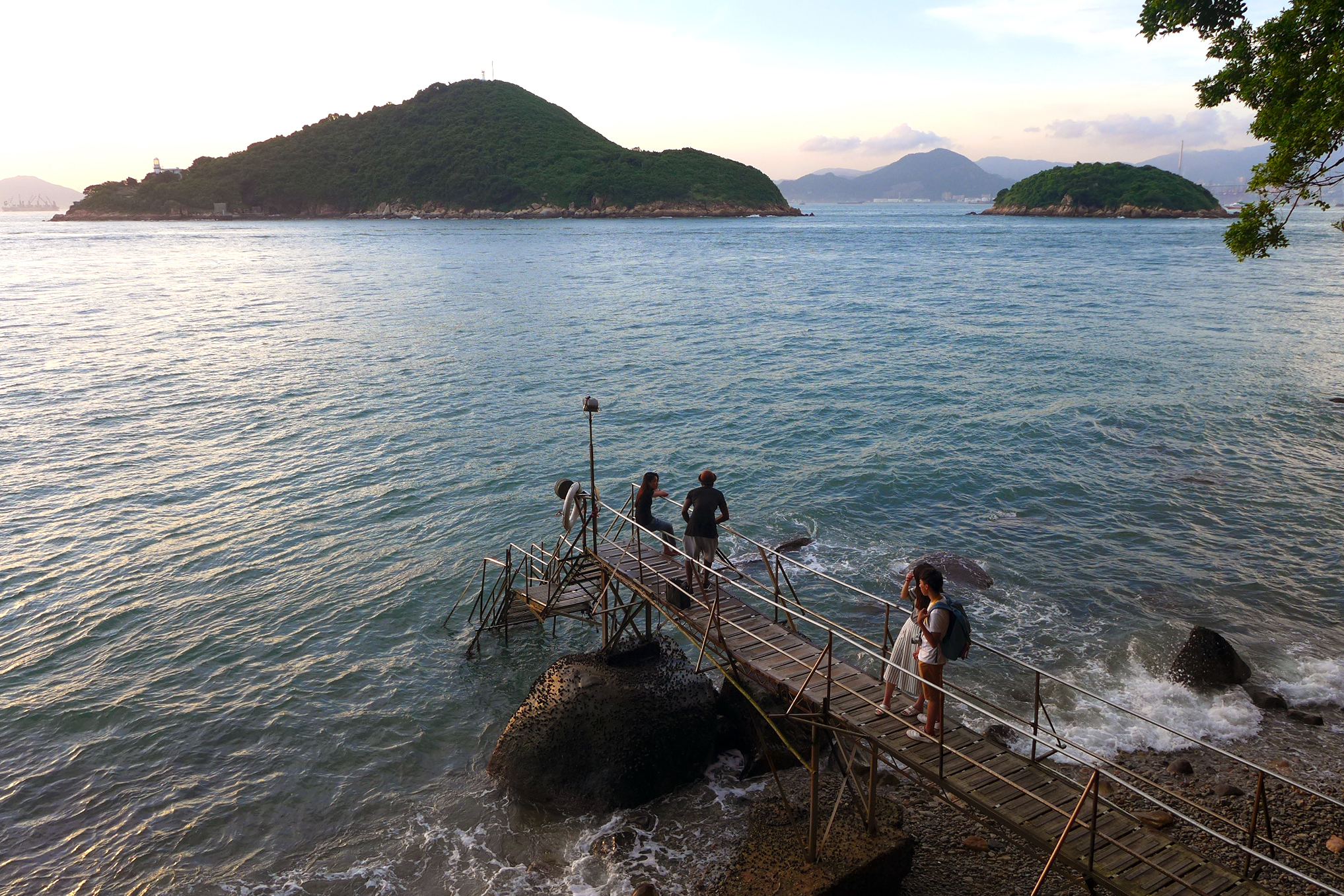
位於香港島的邊陲的西環泳棚，建於1960至70年代，為攝影發燒友必到之地

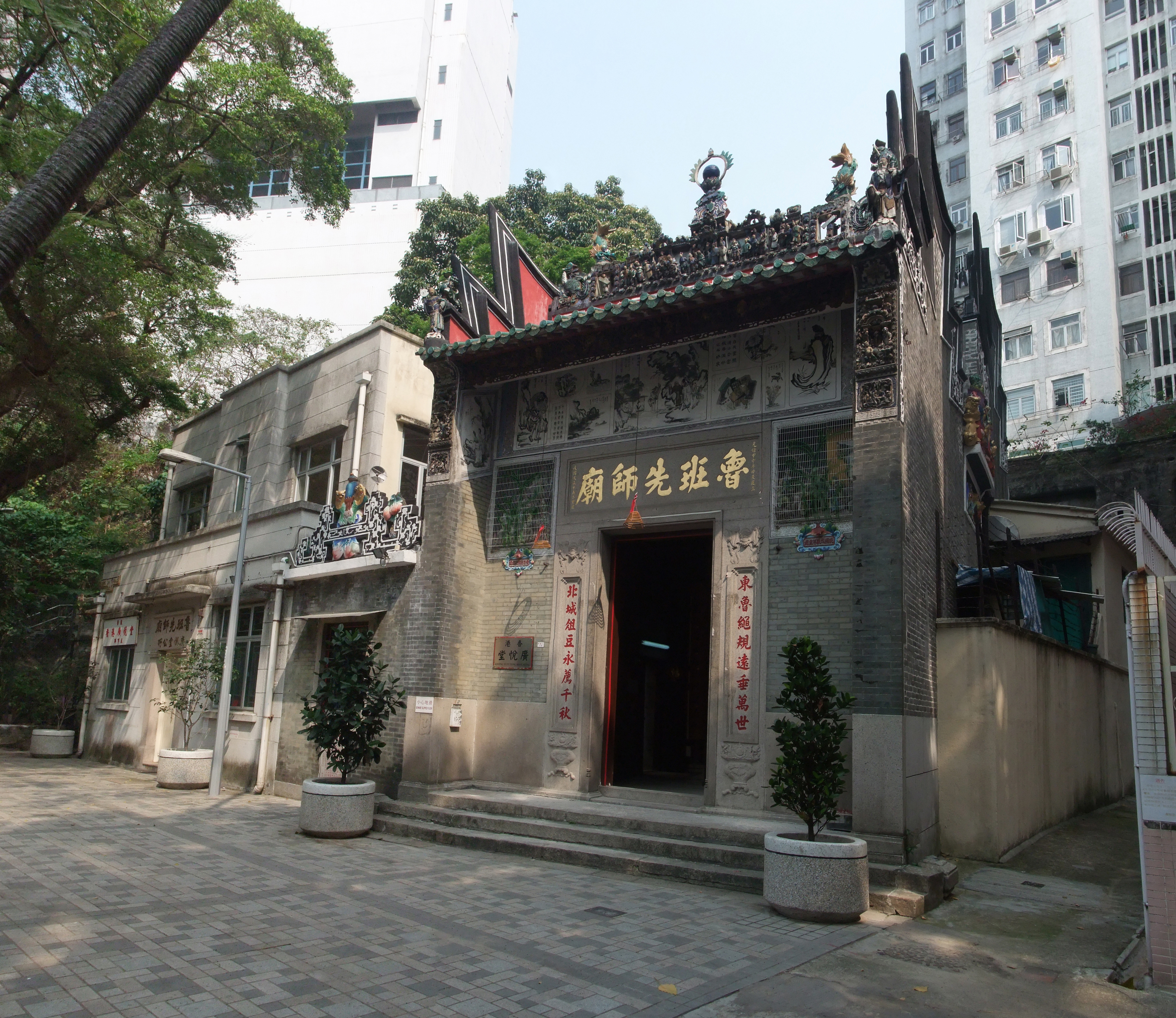
位於香港島西環青蓮臺15號的魯班先師廟，是港島唯一一間拜祭魯班的廟宇

- 堅尼地城泳池：新泳池位於城西道及堅彌地城海旁
- 魯班先師廟：位於西環青蓮台，建於清光緒10年（ 西元一八八四年 ），是由三行（木工、油漆、泥水）的同業集資興建，每年農曆6月13日的魯班先師誕均有隆重的慶祝儀式
- 西環貨運碼頭：位於西環海旁，近年被譽為香港「天空之鏡」之稱，亦被團體獲選為優秀公共空間之一[7]
- 西環泳棚：位於香港島的邊陲，建於1960至70年代，為攝影發燒友必到之地
- 東華痘局拱門及基石：1907年將原西環疫局改為痘局，1911年建成永久東華痘局，以中醫藥治理天花病人及接種牛痘，天花絕跡後於1938年交還政府用作傳染病醫院，戰後才被拆卸，拱門原位於加惠民道，及後移放於堅尼地城巴士總站現址
- 西港中心：即中央人民政府駐香港特別行政區聯絡辦公室（中聯辦）所在地。由於在香港身分特殊，回歸後媒體也以西環代稱中聯辦
- 港島西廢物轉運站

## 飲食

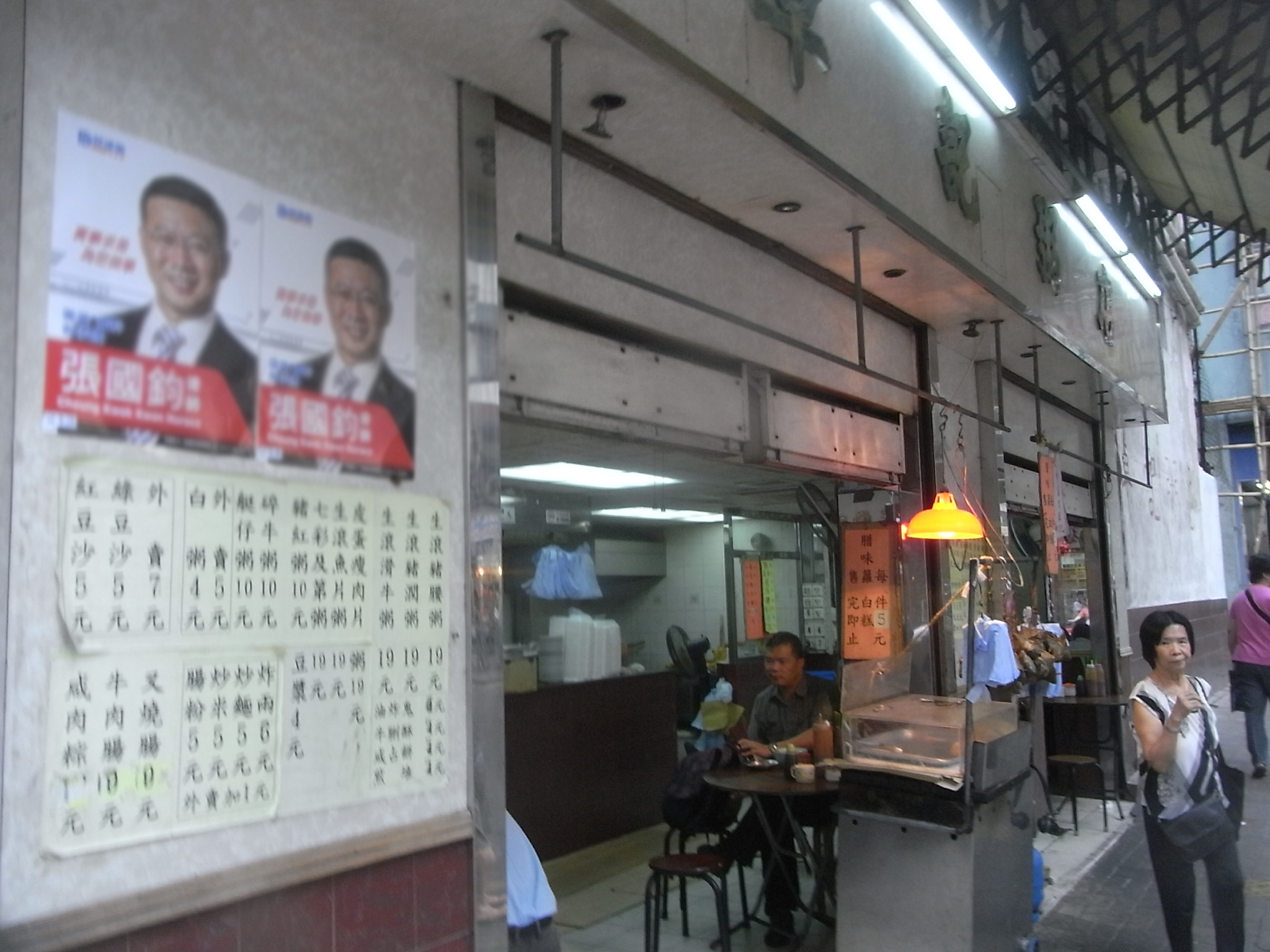
被指為西環三寶之一的卓記粥店，在2021年結業

西環三寶包括卓記粥店，新中華飯店和祥香茶餐廳。區內亦曾經有多間老牌食店如新中華和森記，但已經結業多年。在2022年11月30日，在西環經營有55年歷史，碩果僅存仍製作「蓮蓉餡雞尾包」的老字號祥香茶餐廳，因老闆年紀老邁，決定退休，而結束營業。

## 交通

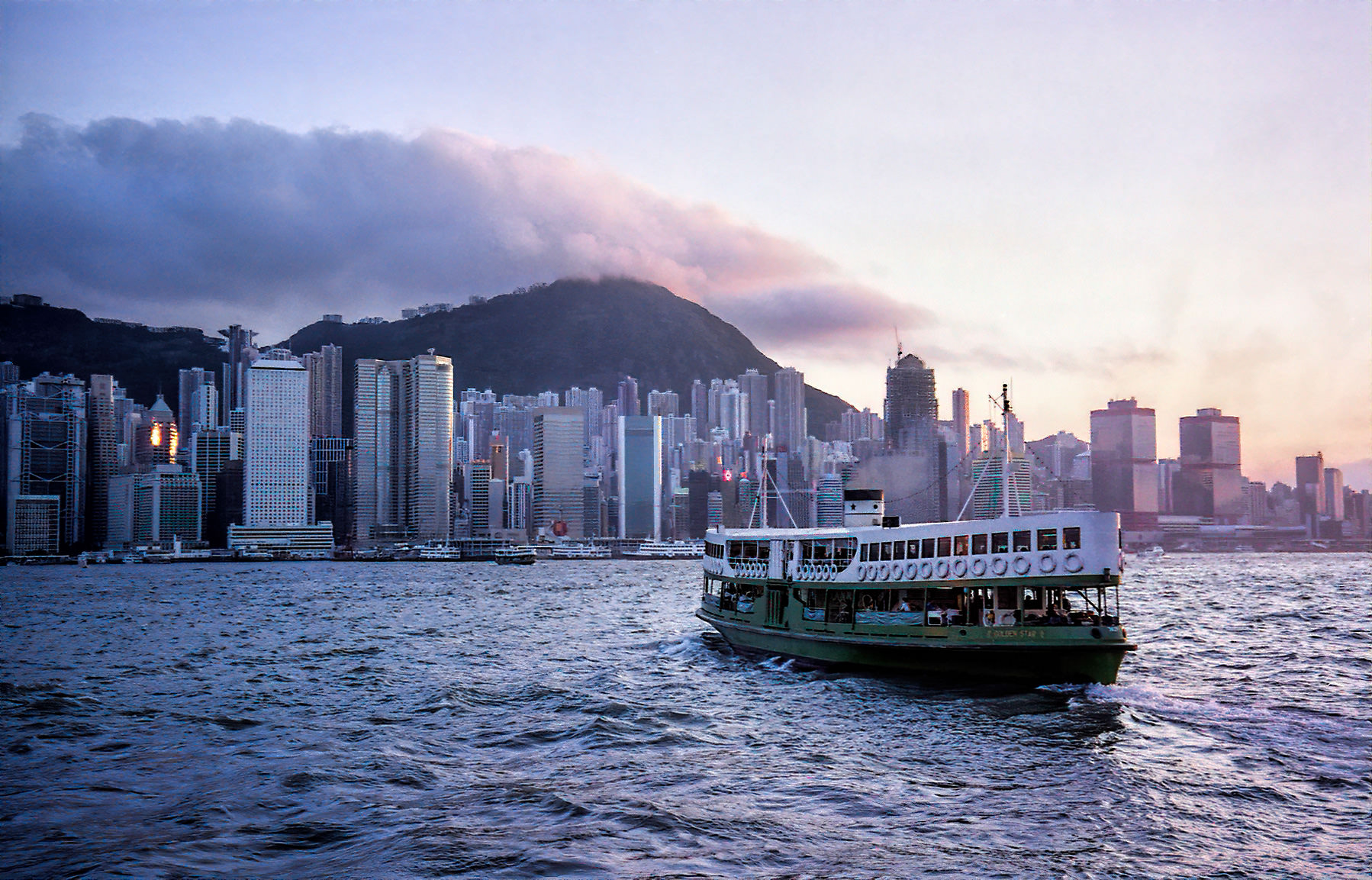
現今西環及中環海旁

由於西環是香港其中一個最早開發的地區，而人口比港島其他地區少，所以七八十年代負債累累的地下鐵路公司並沒有在港島綫第一及第二期工程中興建西區段。即使如此，在港鐵西港島綫通車前，仍有多條巴士線來往各區，輔以小巴及歷史悠久的電車為坊眾服務。此外由於西環的地理位置距離港島中心地帶不遠，故交通尚算方便。西區曾是港島區唯一不設通宵巴士服務的高密度住宅區，由2018年9月3日起，城巴N8X線將延長至堅尼地城，為西區坊眾服務。
港鐵西港島綫已在2014年底通車，是原有港島綫的延伸。其中包括堅尼地城站、香港大學站及西營盤站，三站現已悉數投入服務，象徵1967年《香港集體運輸研究》所規劃的港島綫路段全線通車。。不過有意見認為，港鐵通車對西環居民造成的滋擾甚大，連帶的交通服務削減及額外人流使出行變得麻煩及物價高漲，間接使西環宜居程度降低。
西環有三個電車的西行線的總站，包括屈地街電車廠總站，石塘咀總站及堅尼地城總站。

## 外部連結
- 西環懷舊 - 西營盤,石塘咀,堅尼地城【附目錄】西環往事同回顧, 街坊朋友齊講古. - 香港懷舊文化 - 香港討論區 Uwants.com（页面存档备份，存于）